# Setomedea nudicostata
Setomedea nudicostata är en snäckart som beskrevs av Stanisic 1990. Setomedea nudicostata ingår i släktet Setomedea och familjen Charopidae. IUCN kategoriserar arten globalt som nära hotad. Inga underarter finns listade i Catalogue of Life.